# پوست زیتونی

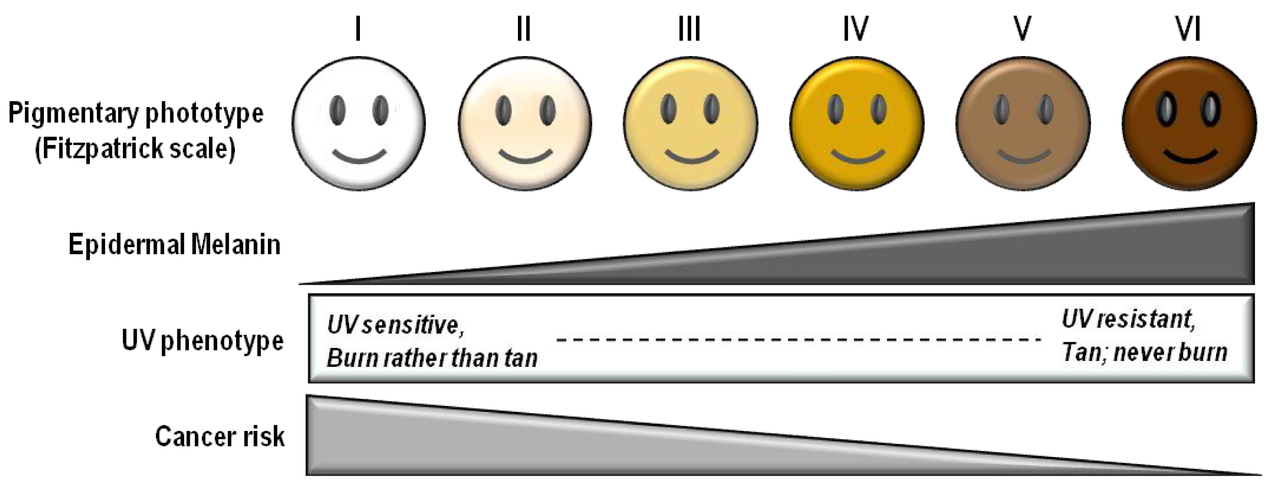

پوست زیتونی (انگلیسی: Olive skin) گونه‌ای از رنگ پوست انسان است که غالباً با رنگدانه‌هایی از تیپ ۳، ۵ و ۶ مقیاس فیتزپاتریک همراه است.

## نگارخانه

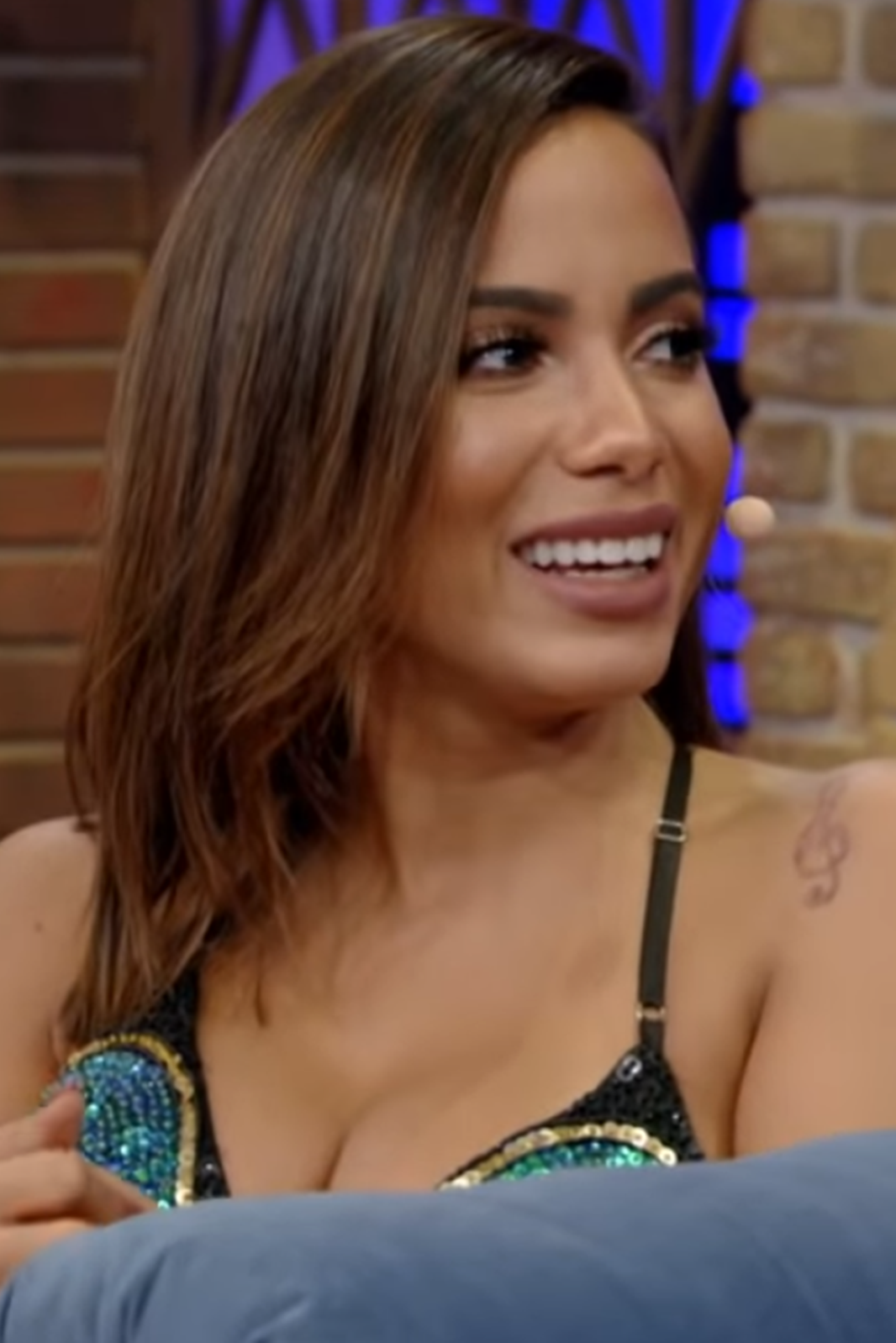
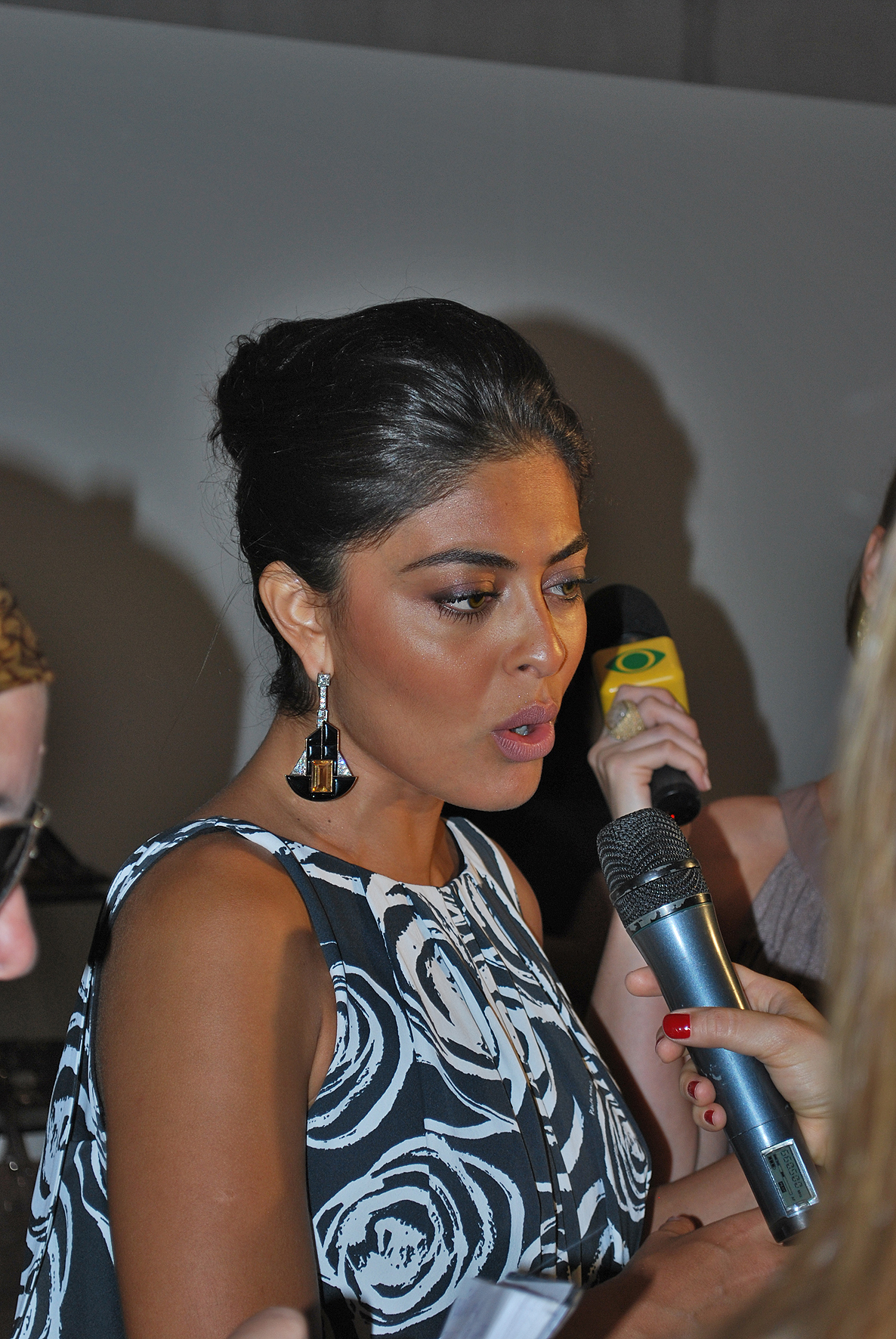
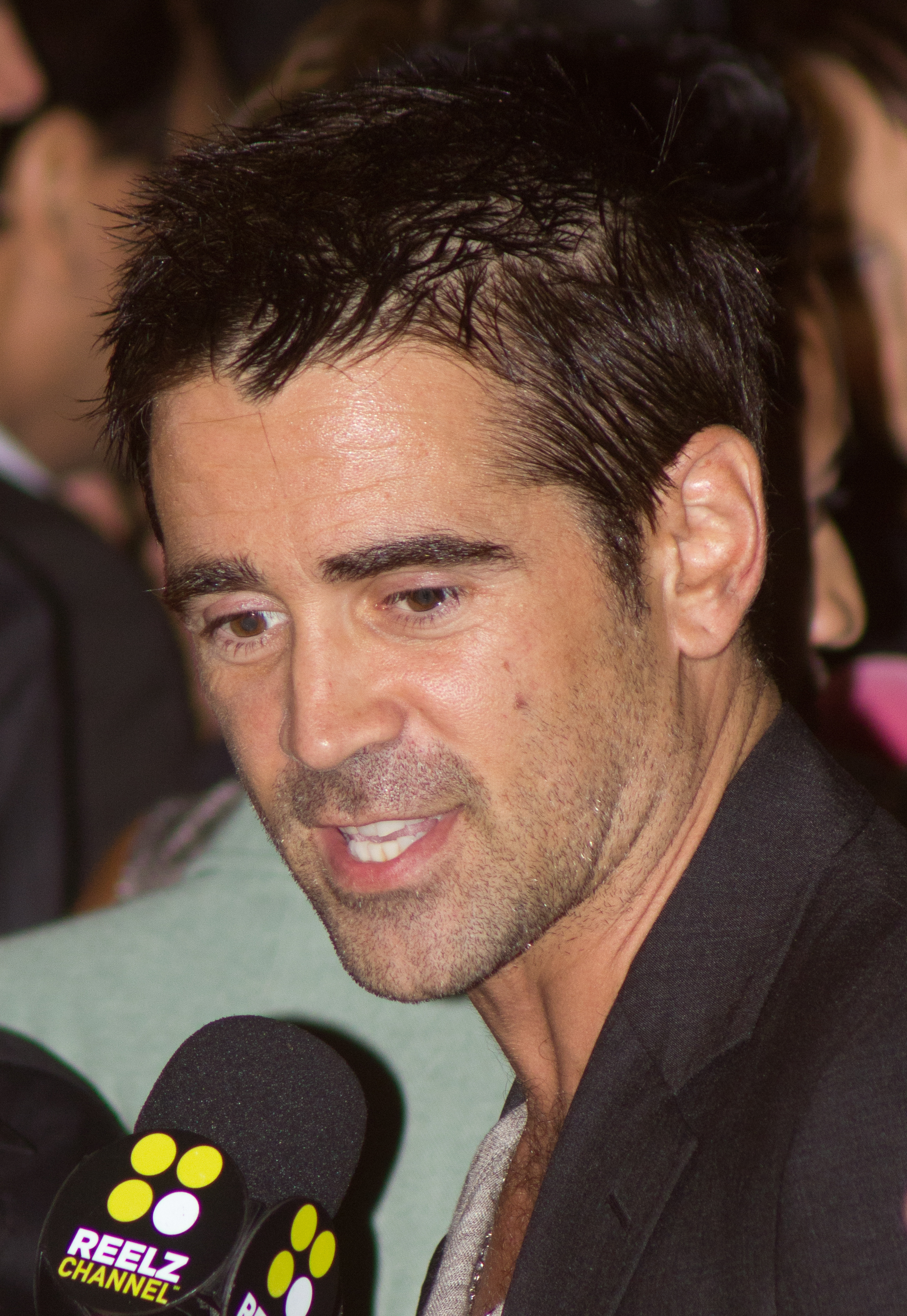
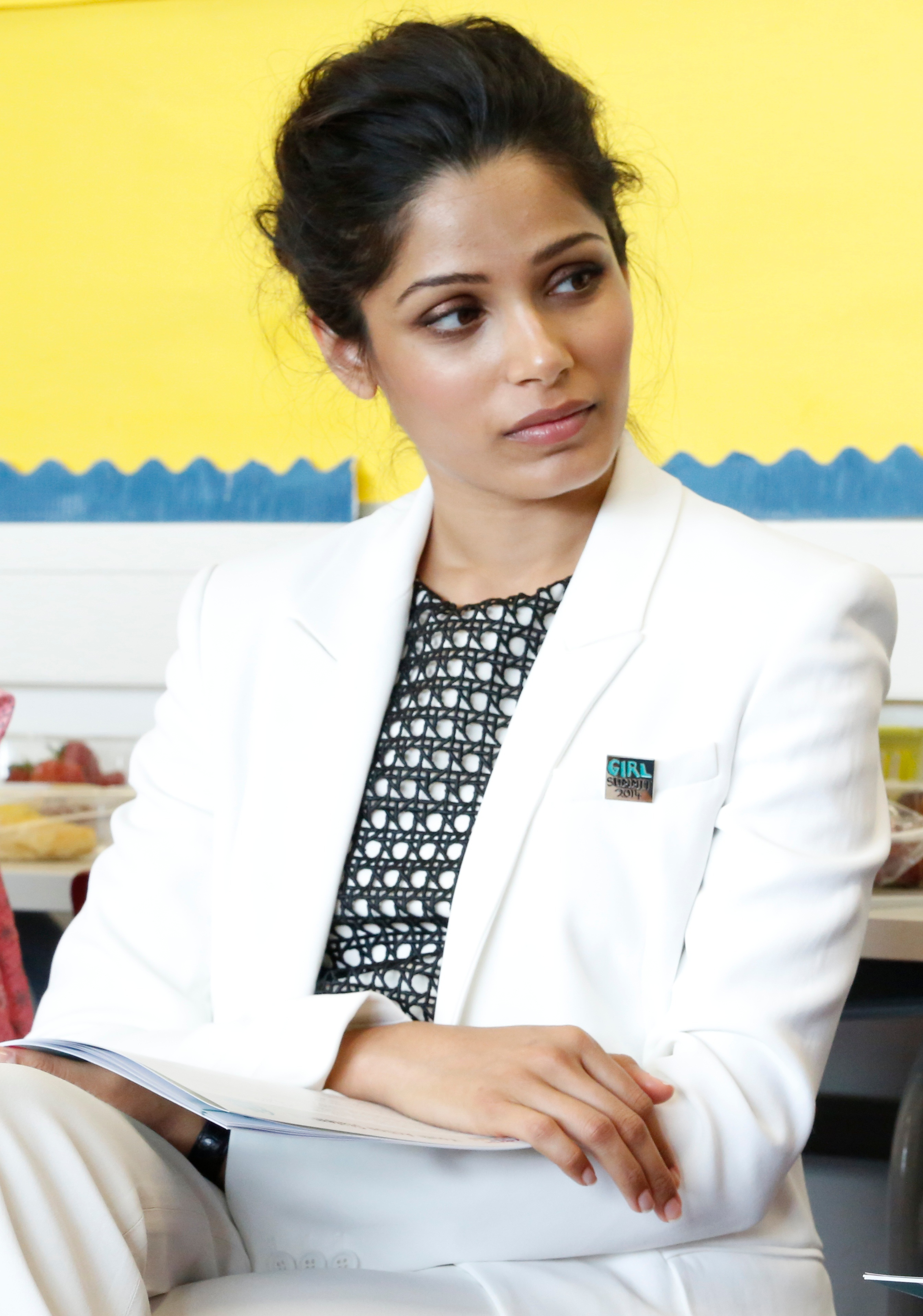